# Espinosa del Camino
Espinosa del Camino település Spanyolországban, Burgos tartományban. Espinosa del Camino Villambistia, Villafranca Montes de Oca és Valle de Oca községekkel határos. Lakosainak száma 42 fő (2024).

## Népesség
A település népessége az utóbbi években az alábbiak szerint változott:
| Lakosok száma | 42   | 36   | 38   | 33   | 36   | 36   | 43   | 45   | 46   | 42   |
|               | 2001 | 2004 | 2006 | 2009 | 2011 | 2014 | 2016 | 2019 | 2021 | 2024 |